# Tkinter
Tkinter és un binding de la biblioteca gràfica Tcl/Tk per al llenguatge de programació Python. Tkinter va ser escrit per Fredrik Lundh. Es considera un estàndard per a la interfície gràfica d'usuari Tk (Tk GUI toolkit) per Python i és el que ve per defecte amb la instal·lació per Microsoft Windows i Mac OS X. Tkinter es free software i és distribueix amb la llicència Python license.
També hi ha altres alternatives disponibles com wxPython, PyQt o PySide i PyGTK que compleixen amb tots els estàndards de component visual.

## Exemple
A continuació es descriu una aplicació senzilla amb Tkinter en Python3
```
#!/usr/bin/env python3

import
 
tkinter
 
as
 
tk

class
 
Application
(
tk
.
Frame
):

 
def
 
__init__
(
self
,
 
master
=
None
):

 
tk
.
Frame
.
__init__
(
self
,
 
master
)

 
self
.
grid
()
 

 
self
.
createWidgets
()

 
def
 
createWidgets
(
self
):

 
self
.
quitButton
 
=
 
tk
.
Button
(
self
,
 
text
=
'tancar'
,
 
command
=
self
.
quit
)

 
self
.
quitButton
.
grid
()

app
 
=
 
Application
()

app
.
master
.
title
(
'Exemple'
)

app
.
mainloop
()

```